# Cassidinidea bondi
Cassidinidea bondi är en kräftdjursart som först beskrevs av Van Name 1936.  Cassidinidea bondi ingår i släktet Cassidinidea och familjen klotkräftor. Inga underarter finns listade i Catalogue of Life.